# Skerpikjøt

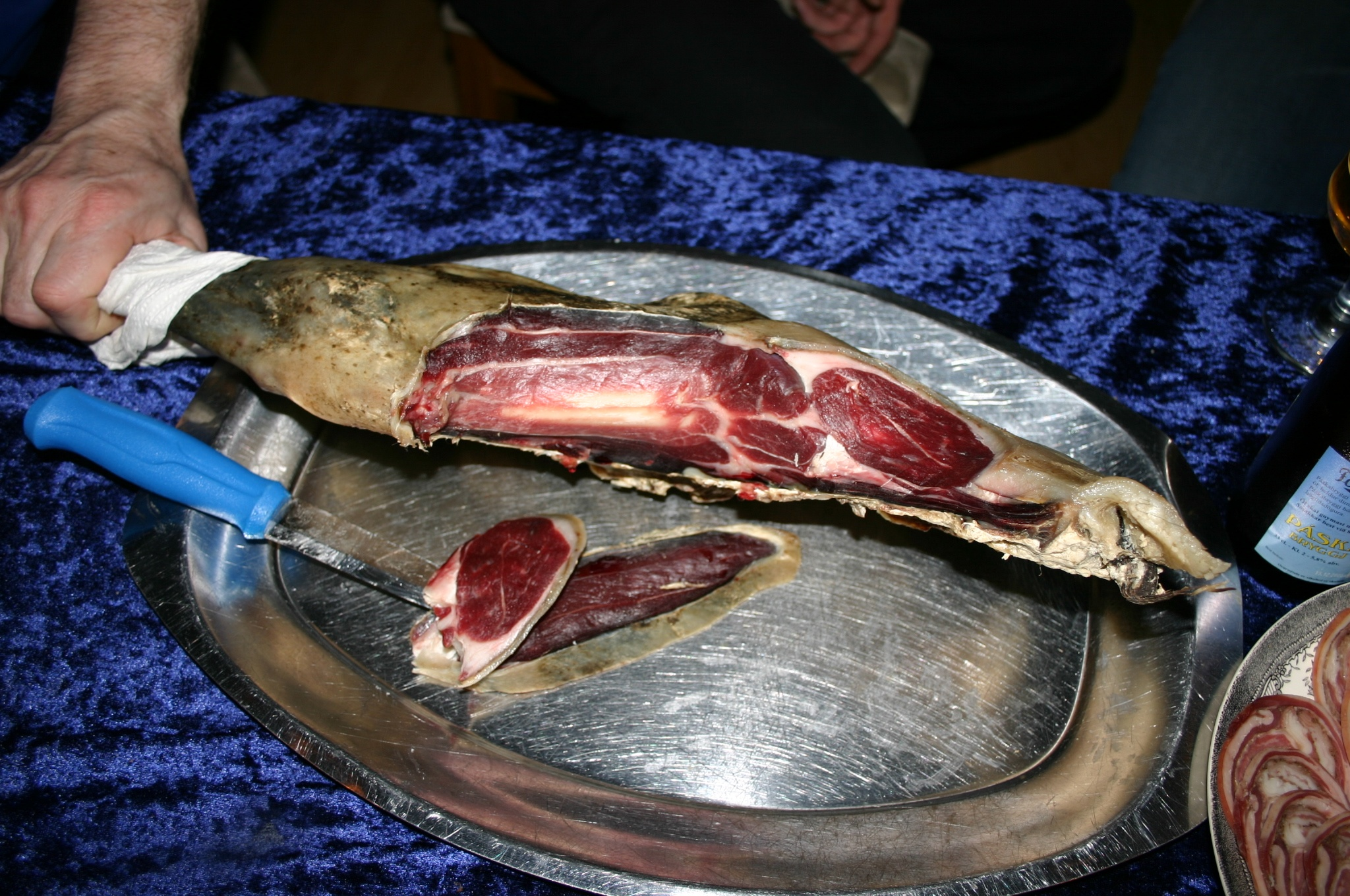
Skerpikjøt

Skerpikjøt (ou skærpekød, em dinamarquês) é uma iguaria típica da culinária das Ilhas Faroés. Trata-se de carne de borrego colocada a secar ao vento. O nome do prato significa literalmente "carne de cinto".
A secagem demora mais de um ano, sendo o produto final consumido cru, cortado em fatias finas. Pode ser consumido com pão rugbrød.
O skerpikjøt não pode ser adquirido em lojas na Dinamarca, devido a restrições impostas pela União Europeia, na qual as Ilhas Faroés não se encontram integradas.